# Louis Tristan L'Hermite
Pour les articles homonymes, voir Tristan L'Hermite.
Louis Tristan L'Hermite dit Tristan L'Hermite et parfois le « prévôt Tristan », mort vers 1478 ou 1479, est un officier qui a servi successivement les rois de France Charles VI, Charles VII et Louis XI, notamment comme maître de l'artillerie puis comme prévôt des maréchaux, chargé de la haute police et de la discipline des armées du roi.

## Éléments biographiques
Né en Flandre au début du XVe siècle dans une famille que certains auteurs rattachent à la famille de L'Hermite, il entre jeune dans la carrière des armes. Écuyer d'Arthur III de Bretagne, connétable de France, il combat les Anglais en Guyenne et en Normandie. Nommé capitaine de Mussy-l'Évêque en 1431, il devient maître de l'artillerie en 1436.
À partir de 1434, il exerce la fonction de  prévôt des maréchaux, une fonction qu'il conserve de manière discontinue jusqu'à sa mort. Sa bravoure lors du siège de Fronsac lui vaut d'être fait chevalier par Jean de Dunois en juin 1451.
Il devient conseiller de Charles VII vers 1453, puis devient familier de Louis XI qui le nomme grand prévôt de l'hôtel du roi. C'est sur ses conseils, alors qu'il commande sous la troupe chargée de la sécurité et du service personnel du roi, que Louis XI nomme des gentilshommes chargés de représenter en province le prévôt des maréchaux.
Avec Olivier Le Daim, il sera l'un de ses plus fidèles conseillers et l'un des plus fermes exécutants de la politique royale. Mort vers 1479, il est enterré dans la chapelle du couvent des Cordeliers de Châtellerault.

### Culture populaire
Tristan L'Hermite apparaît dans le roman Notre-Dame de Paris de Victor Hugo, dans Quentin Durward de Walter Scott et dans l'opérette The Vagabond King de Rudolf Friml. Au cinéma, il est incarné par Walter Kingsford dans Le Roi des gueux réalisé par Frank Lloyd, sorti en 1938.
La relation étroite entre Tristan l'Hermite et Louis XI est employée par l'écrivain Philippe Hériat comme une métaphore dans son roman Les Enfants gâtés (prix Goncourt 1939) : « Emma, debout, s'appuyait à son dossier comme Tristan l'Hermite derrière Louis XI. ».